# La casa azul (canción)
«La casa azul» es una canción del Grupo musical Duncan Dhu, incluida en su sexto álbum de estudio Supernova.

## Descripción
Convertida en una de las canciones más destacables del álbum en el que está incluida, junto a Mundo de cristal y a la postre también una de las más emblemáticas del grupo, cantada en ocasiones por Diego Vasallo. Alcanzó el número 1 de la célebre lista de la emisora musical española Los 40 Principales el 23 de noviembre de 1991. La canción, a decir de algunos críticos, presenta reminiscencias del tono de la banda en sus primeros álbumes.
El tema fue versionado por la banda de rock Despistaos para el álbum Cien gaviotas dónde irán... Un tributo a Duncan Dhu, de 2005.
Incluida además en los recopilatorios Colección 1985-1998 y Teatro Victoria Eugenia (en directo).